# 理想・ONE
理想ONE（中：理想One、英：Li Xiang One）は、理想汽車が製造・販売していたPHEVのミドルサイズSUVである。
全電気航続距離（180km、NEDC基準）は、PHEVとしてトップクラスであった。なお、大容量のガソリンタンク（55L）も備えているため、合計航続距離は1,080kmにもなる（より全電気航続距離の長いBMW・i3は9Lで計321kmだった）。

## 概要
理想汽車が初めて発売した自動車。
2019年4月に開催された上海モーターショーで初披露され、同11月から常州市の工場で生産開始された。翌2020年初旬に初納品された。発売価格は328,000元。
2019年12月の販売後、6か月後の2020年6月には累計販売台数が10,000台を達成した。同10月には20,000台に到達し、これは国内自動車スタートアップ企業として最速販売記録であった。2021年11月、月間販売台数で10,000台超えを達成した。
2022年9月に後継車種である「理想L8」が正式発表され、10月に本機の販売が終了した。

## 仕様
この車種は、レンジエクステンダーやPHEVに分類される。競合車としてBYD Tangや NIO ES8があげられるが、いずれも動力面で違いが大きく、完全な比較はできない。

### 動力
フロントに100kW（136PS）、リアに140kW（190PS）の2つの電気モーターを搭載する。総出力は240kW（326ps）、530Nm。
バッテリーは40.5kWhの三元リチウムイオン電池。80%までの充電に、急速充電器で40分。200Vでのフル充電には6時間かかる。NEDC航続距離は700kmとしていた。2021年の改良版では、NEDC航続距離が800km、電気のみのNEDC航続距離が180kmとなっている。
また、フロントに1.2リットルのターボチャージャー付き3気筒ガソリンエンジンも搭載しており、ガソリンタンクの容量は45リットルとなっている。2021年の改良でガソリンタンクは55リットルに増量された。ただし、ガソリンエンジンは電気モーターのレンジエクステンダーであり、車輪を直接動かすものではない。

### 装備

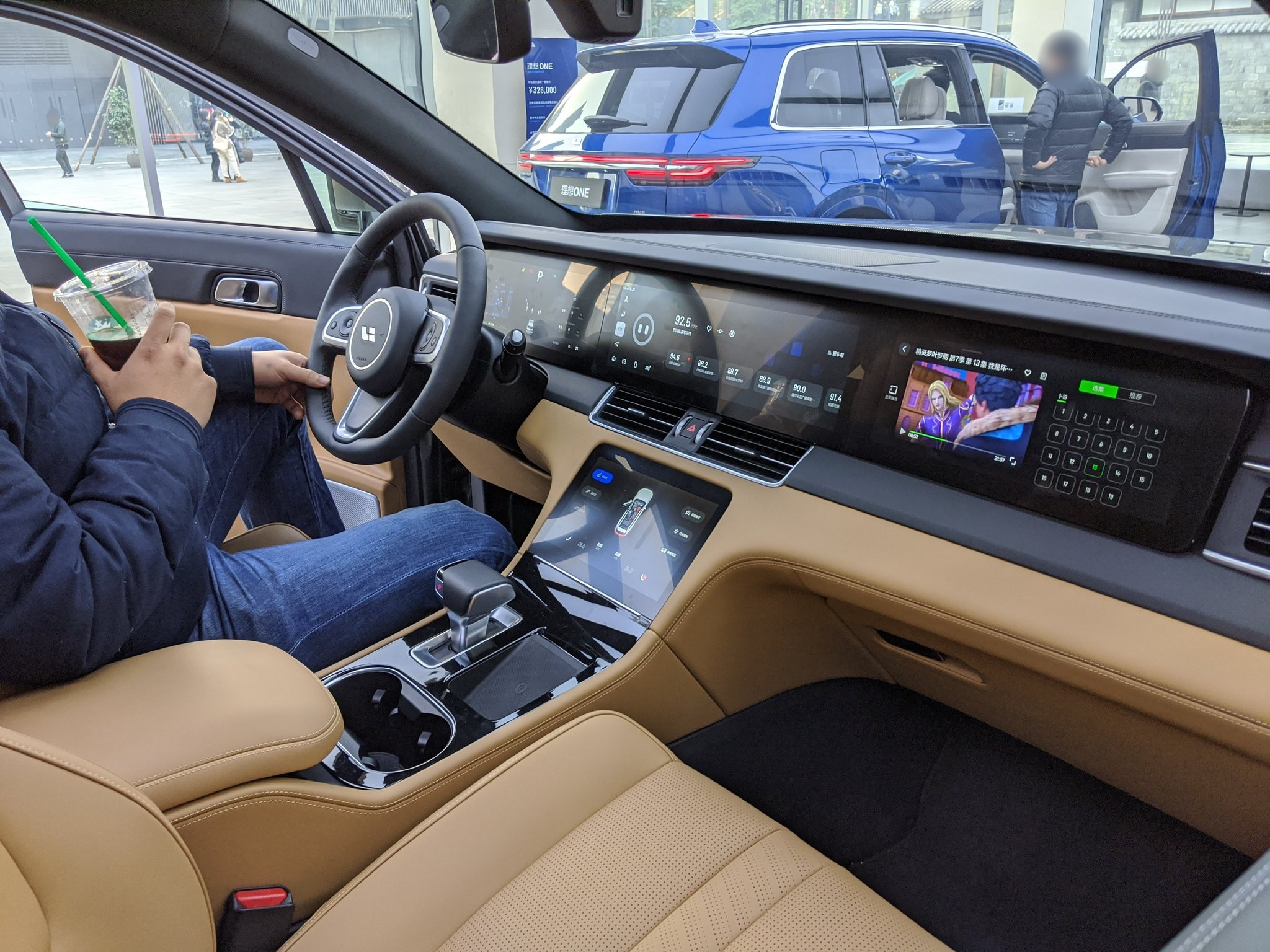
理想ONEのダッシュボード周り

当初は3列シートの6人乗りと7人乗りが用意されていたが、改良版から6人乗りのみとなった。2列目シートまではヒーターやマッサージ機能が付く。インテリアにはデジタルメーターも含めて4枚のスクリーンがあり、インフォテイメントシステムはAndroid Autoで動作し、クアルコム社製Snapdragon 820Aプロセッサを搭載している。USBポートやエアコン吹き出し口、ハイレゾスピーカーは全列をカバーしている。
フロントカメラ、ミリ波レーダー、超音波センサーを備え、自動運転レベル2に値する先進運転支援システムを搭載している。安全性も十分考慮され、様々なブレーキシステムや後列シートのISOFIX、エアバッグ7つなどが用意されている。